# Kamélia (növénynemzetség)

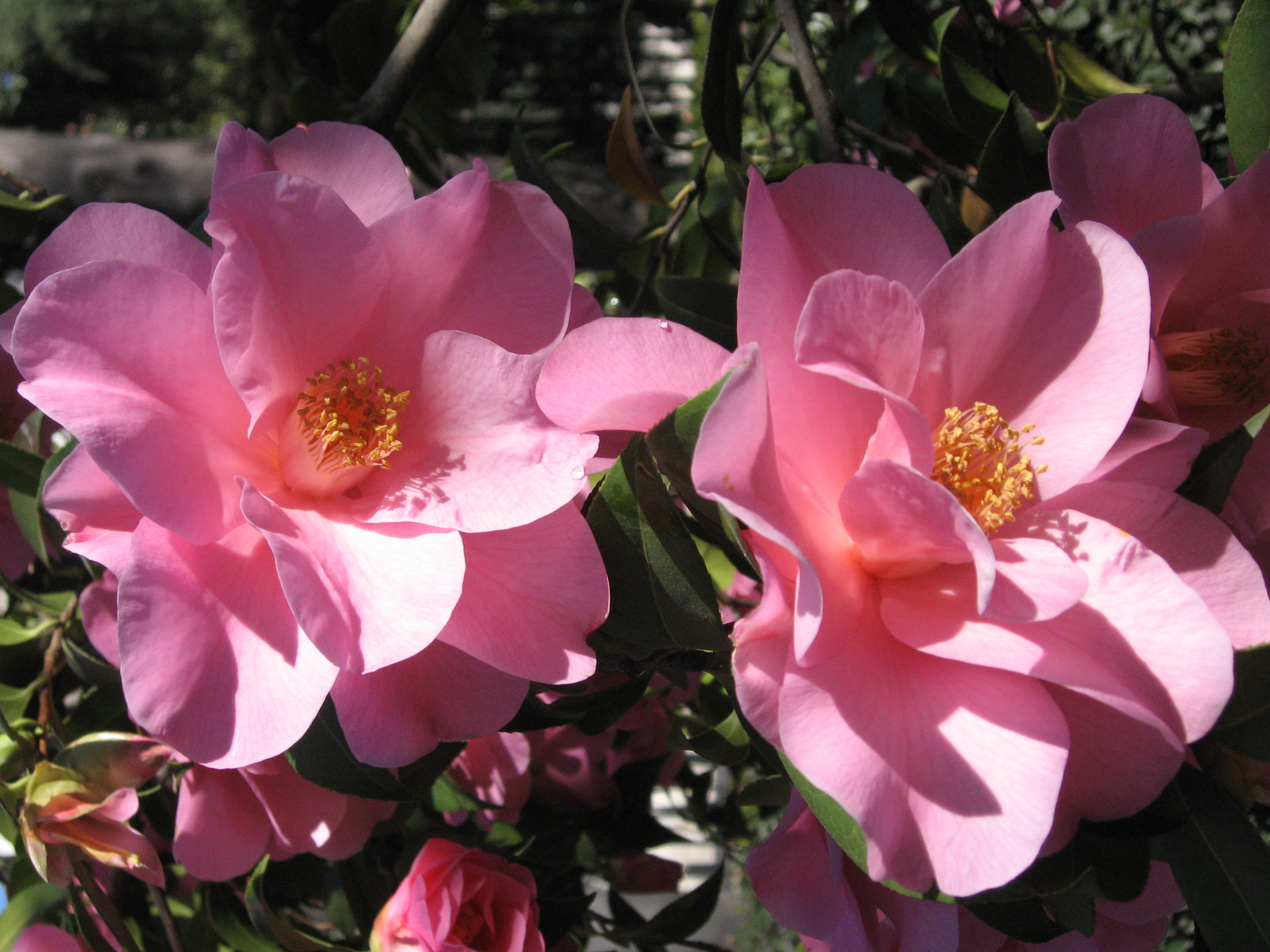
Camellia × williamsii 'Brigadoon'

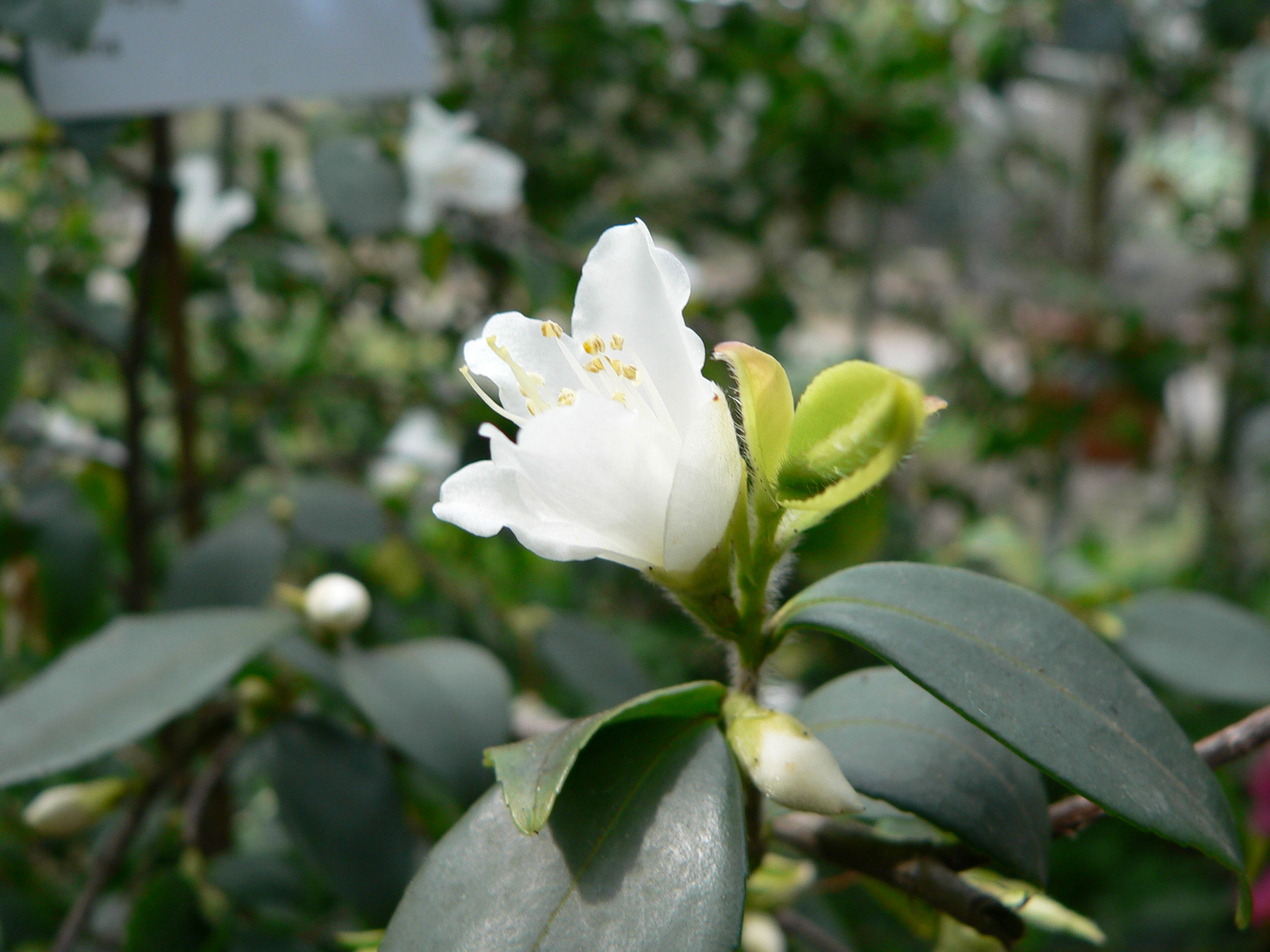
Camellia fraterna

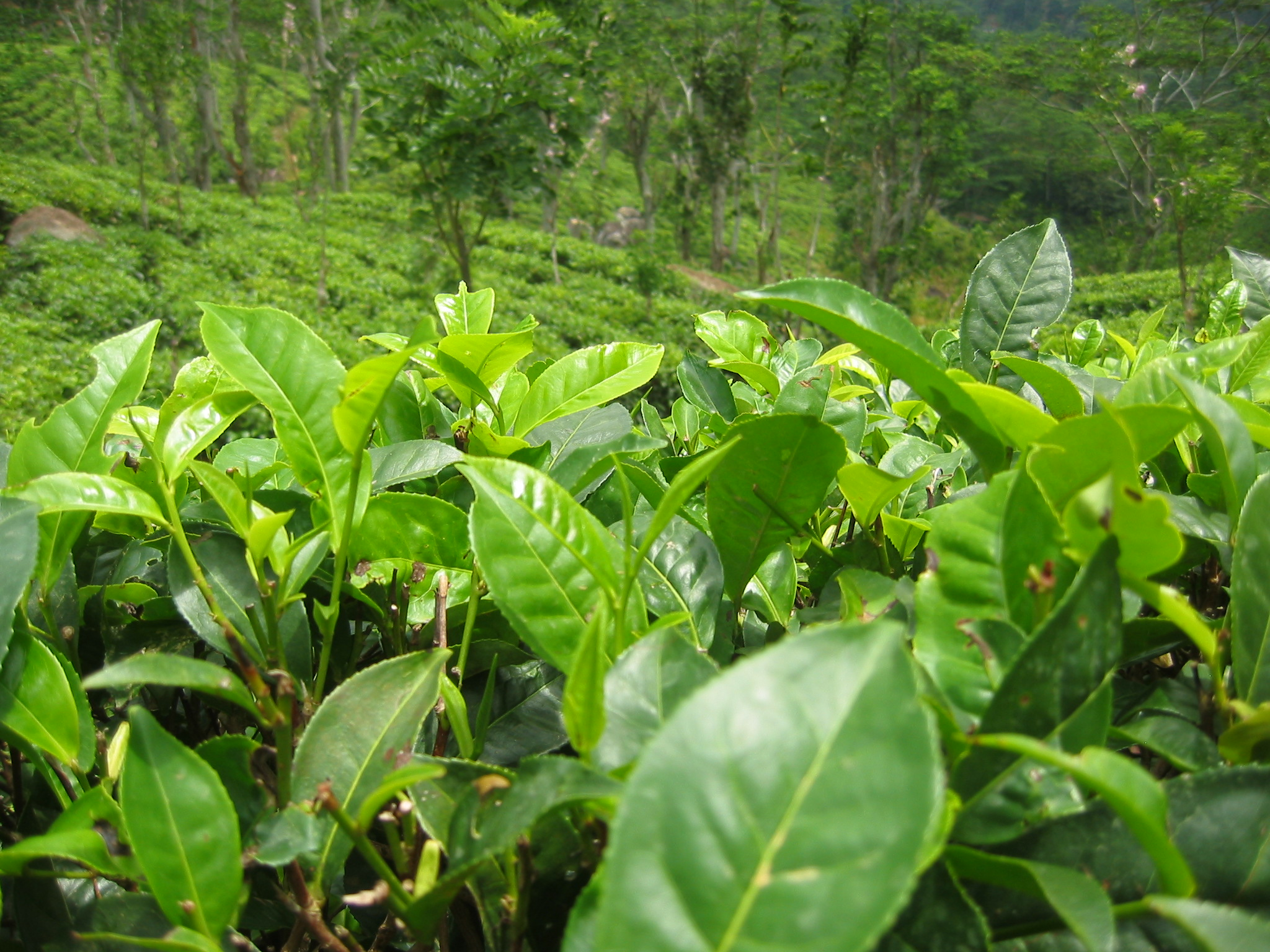
Teacserje-ültetvény

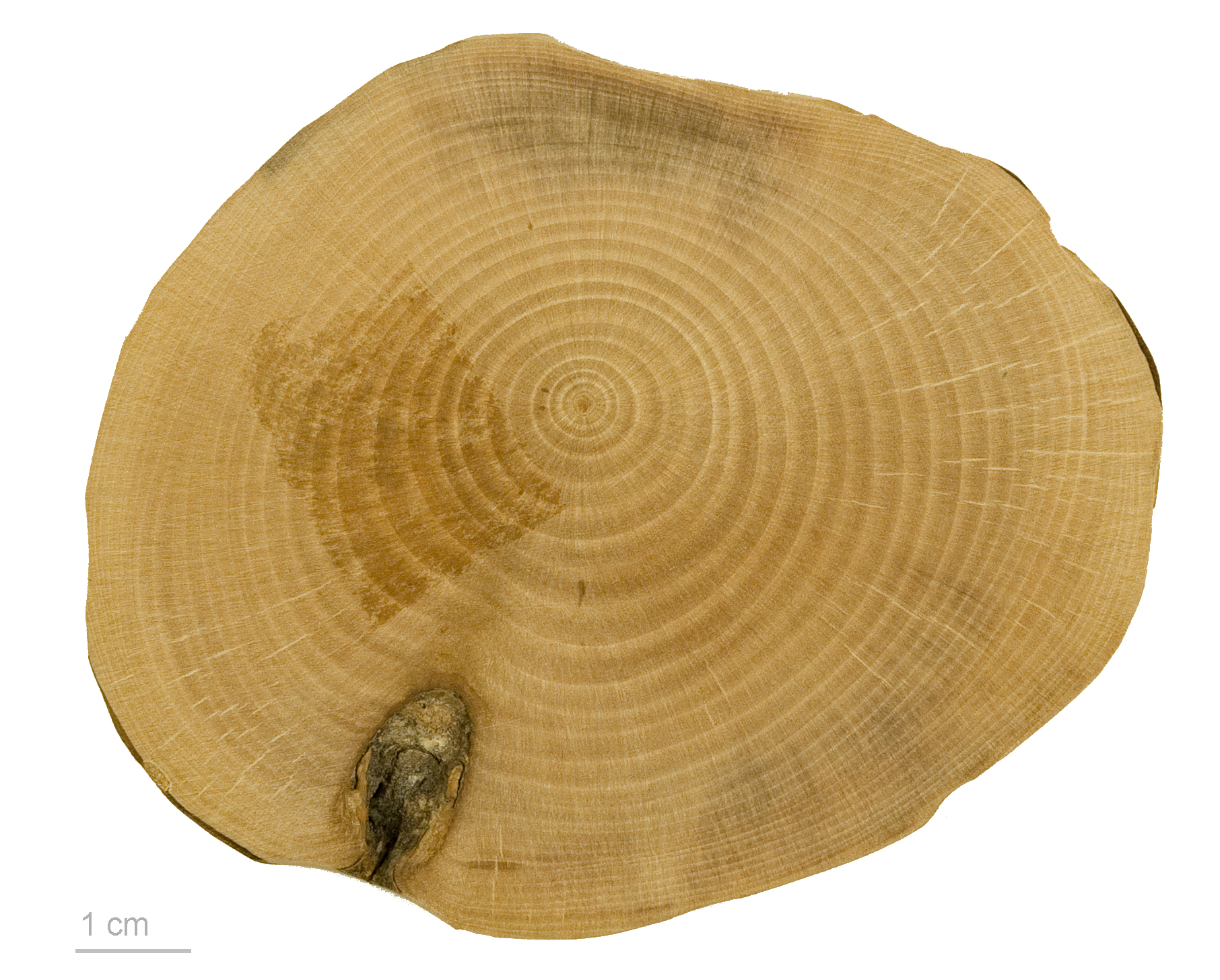
Camellia japonica

A kamélia (Camellia) a hangavirágúak (Ericales) rendjébe tartozó teafélék (Theaceae) családjának egy nemzetsége. Nagyjából száz fajt sorolnak ide, közülük több ismert dísz-, illetve haszonnövény, amik közül a legfontosabb a japán kamélia (Camellia japonica) és a tea.
Nevét Carl von Linné a főképp a Fülöp-szigetek flóráját tanulmányozó Georg Josef Kamel (1661–1706) cseh botanikus nevének latinos változatából képezte.

## Származása, elterjedése
A legtöbb faj őshazája Kelet- és Dél-Ázsia (Kína, Japán, India), de (részben emberi közreműködéssel) számos más szubtrópusi éghajlatú területen elterjedt.

## Fajok
A lista nem teljes.
- Camellia assimilis
- Camellia azalea
- Camellia brevistyla
- Camellia caudata
- Camellia chekiangoleosa
- sárga kamélia (Camellia chrysantha)
- Camellia connata
- Camellia crapnelliana
- Camellia cuspidata
- Camellia euphlebia
- Camellia euryoides
- Camellia flava
- Camellia fleuryi
- Camellia forrestii
- Camellia fraterna
- Camellia furfuracea
- Camellia gilbertii
- Camellia granthamiana
- Camellia grijsii
- Camellia hengchunensis
- Camellia × hiemalis
- Camellia hongkongensis
- Camellia irrawadiensis
- japán kamélia (Camellia japonica)
- Camellia kissii
- Camellia lutchuensis
- Camellia miyagii
- Camellia nitidissima
- Camellia nokoensis
- olajkamélia (Camellia oleifera)
- Camellia parviflora
- Camellia pitardii
- Camellia pleurocarpa
- Camellia polyodonta
- Camellia pubipetala
- Camellia reticulata
- Camellia rosiflora
- Camellia rusticana
- Camellia salicifolia
- Camellia saluenensis
- szaszanka (Camellia sasanqua)
- Camellia semiserrata
- tea (Camellia sinensis)
- Camellia taliensis
- Camellia transnokoensis
- Camellia tsaii
- Camellia tunghinensis
- Camellia vietnamensis
- Camellia × williamsii
- Camellia yunnanensis

## Megjelenése, felépítése
Fás szárú örökzöld. Hengeres, világosbarna, sima felszínű törzse elágazó. Ágai ferdén felállnak, koronája szétterül.
Szórtan álló levelei egyszerűek, tojásdadok. A sötétzöld, fényes felületű levelek válla keskenyedik, a csúcsuk kihegyesedik. A szélük fogas, a levélnyél rövid. Erezetük szárnyas, élre futó.

## Életmódja, termőhelye
Vadon különféle lomberdőkben nő. A laza, tőzeges, kevés szerves anyagot tartalmazó talajt, a párás levegőt kedveli; száraz helyen a leveleit rendszeresen permetezni kell. A szárazságot nem bírja. Nagyon fényigényes, de a közvetlen, tűző napot nem bírja. A hőigénye közepes, de fagyérzékeny.
Dugványról szaporítható.

## Felhasználása
Több faját dísznövényként parkokban ültetik, ezek közül a legismertebb a többnyire közönségesen csak „kamélia” néven emlegetett  japán kamélia (C. japonica). Számos kertészeti hibridje is ismert.
Haszonnövényként legismertebb a teacserje (C. sinensis), amelynek a leveléből készült főzet a tea.
A szaszanka (C. sasanqua) és az olajkamélia (C. oleifera) magvából Kínában olajat nyernek.